# Dioda mikrofalowa
Dioda mikrofalowa – dioda półprzewodnikowa  lub  próżniowa przeznaczona do pracy w zakresie  częstotliwości mikrofalowych.
Półprzewodnikowe diody mikrofalowe (np. dioda Gunna, dioda tunelowa, dioda IMPATT) są stosowane głównie w układach generacyjnych, detekcyjnych i mieszających. Przykładem mikrofalowej diody próżniowej jest magnetron stosowany m.in. w radarach i kuchenkach mikrofalowych.